# US Boulogne
Union Sportive de Boulogne-sur-Mer Côte d'Opale (thường được gọi là US Boulogne hoặc đơn giản là Boulogne) là một câu lạc bộ bóng đá Pháp có trụ sở tại xã Boulogne-sur-Mer. Câu lạc bộ được thành lập vào năm 1898, đã bị xuống hạng từ Ligue 2 trong mùa giải 2011-12.
Câu lạc bộ được thành lập vào năm 1898 và những thành tựu của nó là rất nhỏ với chiến công lớn nhất của họ bao gồm lọt vào bán kết trong mùa giải 1936-37 của Coupe de France. Boulogne chơi các trận đấu trên sân nhà của họ tại Stade de la Libération, nơi có 15.004 chỗ trước đây chỉ ngồi 7.000 trước khi được cải tạo vào năm 2007.

## Lịch sử
US Boulogne được thành lập vào tháng 12 năm 1898 bởi một nhóm vận động viên trẻ. Mặc dù ban đầu họ tập trung vào các sự kiện thể thao, họ đã chuyển sang ngành bóng đá và kiếm được một công việc tốt trong vài năm đầu làm câu lạc bộ bóng đá. Boulogne đã giành giải vô địch hàng hải ba năm từ năm 1904 đến 1906. Họ tiếp theo đã thắng giải vô địch vào năm 1909 và chiến thắng cuối cùng của bộ phận này là vào năm 1922. Năm 1924, Boulogne chuyển đến Giải vô địch miền Bắc và nổi tiếng. Đội cũng đã làm tốt trong Coupe de France   - lọt vào tứ kết năm 1929 và vòng 1/16 ba lần.
Năm 1926, Boulogne chiến thắng Northern League và chỉ sáu năm sau, họ trở thành một câu lạc bộ chuyên nghiệp. Năm 1935, dưới thời chủ tịch Marcel Lacroix, đội đã tham gia các giải đấu chuyên nghiệp. Tuy nhiên, họ đã chơi trung bình trong Division Two nhưng có một vài tia lửa sáng trong đội. Cuộc thi Coupe de France 1937 đã chứng kiến Boulogne vào bán kết, nhưng họ đã bị FC Sochaux đánh bại 6-0 một cách thuyết phục. Sau chiến tranh, Boulogne trở lại trạng thái nghiệp dư   - và chỉ trở thành một đội chuyên nghiệp một lần nữa vào năm 1957 khi họ được bầu lại vào Division Two. Họ ở lại Division Two trong 22 năm nhưng đã giảm mạnh qua các giải đấu - xuống hạng liên tiếp. Mùa giải Coupe de France chỉ mang lại chút danh dự,  vì đội đã lọt vào vòng 1/16 ba lần.
Robert Senechal đến năm 1983 và ổn định câu lạc bộ trong Division Four. Họ đã bỏ lỡ suất thăng hạng bởi một khoảng cách hẹp vào năm 1984 - nhưng đã được thăng hạng vào năm 1991. Tuy nhiên, nó chỉ tồn tại trong một thời gian ngắn và họ đã xuống hạng một lần nữa từ khi họ đến. Vào tháng 6 năm 1994, Boulogne đã nợ nần nghiêm trọng.   - nợ ₣ 3 triệu. Tuy nhiên, thị trưởng và tỷ phú John Muselet đã can thiệp để cứu câu lạc bộ và bổ nhiệm Jacques Wattez làm chủ tịch. Dưới sự lãnh đạo của Wattez, câu lạc bộ đã thông qua một tên mới   - Liên minh thể thao Boulogne Côte d'Opale   - vào tháng 7 năm 1994. Các khoản nợ của câu lạc bộ đã bị xóa và Boulogne   - mặc dù vẫn đang vật lộn trong Division Four  - vào vòng mười sáu đội cuối cùng của Coupe de France một lần nữa vào năm 1997. Họ đã kiếm được một trận hòa trên sân nhà trước đội Ligue 1 Olympique de Marseille. Mặc dù, Boulogne đã chiến đấu theo cách của họ trong suốt trận đấu, nhưng họ đã thua 1-0 trong gang tấc.
Boulogne đang dần xây dựng đội bóng của mình tại Championnat National và dưới sự quản lý của Philippe Montanier, câu lạc bộ đã thăng hạng lên Ligue 2 với chiến thắng 2-1 căng thẳng trước SC Toulon. Tuy nhiên, Boulogne ban đầu bị chặn chơi ở Ligue 2 do vấn đề tài chính nhưng sau khi làm việc chăm chỉ, họ đã được bật đèn xanh để chơi ở giải đấu đó cho mùa giải 2007-2008. Họ đã vật lộn trong mùa giải đó và vào ngày cuối cùng, họ đang chiếm vị trí xuống hạng cuối cùng, một điểm so với khu vực an toàn. Boulogne chơi trên sân nhà của Chamois Niortais FC, người đã từng ở trên Boulogne. Một trận đấu căng thẳng đã chứng kiến Boulogne giành chiến thắng trong trận đấu ở phút 95 thông qua hậu vệ Damien Perrinelle và nó đã giữ Boulogne trong khi đưa Niort xuống Championnat National.
Mùa giải 2008-09 đã chứng kiến Boulogne làm điều ngược lại so với mùa trước và thăng hạng vào ngày cuối cùng của mùa giải sau khi đánh bại SC Amiens 4-0, thay thế Strasbourg ở vị trí thăng hạng cuối cùng bằng một điểm duy nhất. Tiền đạo Grégory Thil đã hoàn thành cầu thủ ghi bàn hàng đầu với 18 bàn thắng khi đội bóng này xuất hiện lần đầu tiên tại Ligue 1.